# Juan Pintos
Juan Orosil Pintos (Montevideo, ...) è un ex calciatore uruguaiano, di ruolo attaccante.

## Carriera

### Club
Pintos giocò durante gli anni '60 del XX secolo nel Cerro, con cui nel campionato 1964 ottiene il quinto posto finale.
Con il Cerro, nell'estate 1967, partecipa all'unica edizione del campionato nordamericano dell'United Soccer Association, lega che poteva fregiarsi del titolo di campionato di Prima Divisione su riconoscimento della FIFA, nel 1967: quell'edizione della Lega fu disputata utilizzando squadre europee e sudamericane in rappresentanza di quelle della USA, che non avevano avuto tempo di riorganizzarsi dopo la scissione che aveva dato vita al campionato concorrente della National Professional Soccer League. Con il Cerro, nelle vesti degli N.Y. Skyliners Pintos non superò le qualificazioni per i play-off, chiudendo la stagione al quinto posto della Eastern Division.

### Nazionale
Pintos ha giocato sette incontri, segnando quattro reti, con la nazionale dell'Uruguay.